# Comuna Voloșînivka, Barîșivka
Voloșînivka (în ucraineană Волошинівка) este o comună în raionul Barîșivka, regiunea Kiev, Ucraina, formată din satele Borșciv, Șovkove, Ustînkova Hreblea și Voloșînivka (reședința).

## Demografie
Componența lingvistică a comunei Voloșînivka
     Ucraineană (96,73%)
     Rusă (3,09%)
     Alte limbi (0,13%)
Conform recensământului din 2001, majoritatea populației comunei Voloșînivka era vorbitoare de ucraineană (96,73%), existând în minoritate și vorbitori de rusă (3,09%).